# インターナショナル・レクティファイアー

インターナショナル・レクティファイアー（International Rectifier、NYSE: IRF）は、かつて存在したアメリカ合衆国の半導体企業である。パワー・マネジメント（電源管理）向けの半導体製品を中心とする電気機器の製造販売やソリューションを提供する。
1979年にHEXFETRシリーズとして知られるパワーMOSFETを開発し、この分野では老舗企業である。
2002年には、放熱性に優れたDirectFETRパッケージ技術を開発し、2007年から他社にライセンス供与を開始した。
2014年8月20日、インフィニオン・テクノロジーズによって、現金約30億米ドルで買収を受けることで合意した。

## 製造品目
- パワーMOSFET
- デジタル制御IC
- ゲートドライバ、ゲート駆動IC
- 内蔵型POL(シングル出力・マルチ出力)
- IGBT
- インテリジェント・パワー・モジュール(IPM)
- フォトリレー、フォトアイソレータ
- オーディオD級アンプIC
- GaNデバイス